# Yuta Tabuse
Yuta Tabuse (nacido el 5 de octubre de 1980 (44 años) en Yokohama, Japón)  es un jugador de baloncesto japonés. Con 1.75 de estatura, juega en la posición de base. Fue, hasta el verano de 2018, el único japonés en jugar en la NBA; ese año llegó Yuta Watanabe a Memphis Grizzlies. Y posteriormente, la llegada de Rui Hachimura en 2019

## Equipos
- 2001-2002:  Brigham Young University-Hawaii
- 2002-2003:  Toyota Alvark
- 2003-2004:  Long Beach Jam
- 2003-2004:  Phoenix Suns
- 2004-2005:  Long Beach Jam
- 2005-2006:  Albuquerque Thunderbirds
- 2006-2007:  Bakersfield Jam
- 2007-2008:  Anaheim Arsenal
- 2008-****:  Link Tochigi Brex